# قطيع

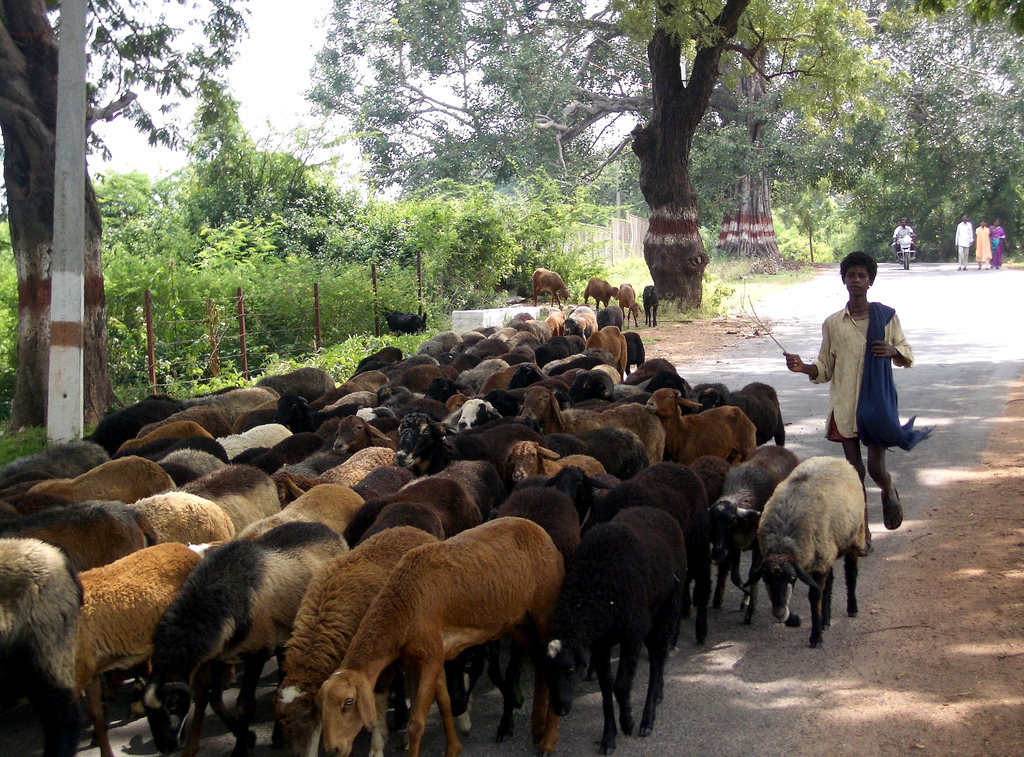
قطيع غنم

القطيع جماعة من الحيوانات من فصيلة واحدة. يطلق هذا المصطلح بشكل عام على الثدييات ، وبشكل خاص على حيوانات المراعي ذوات الحوافر مثل الأغنام والماعز. وعادة ما تسمى المجموعات الكبيرة من الحيوانات آكلة اللحوم بالقطيع ، وفي الطبيعة يكون القطيع عرضة للافتراس من صيادي القطيع. تستخدم مصطلحات مختلفة لوصف التجمعات المماثلة في الأنواع الأخرى ؛ في حالة الطيور على سبيل المثال ، تستخدم كلمة سرب.